# دیوید تامسون (بازیکن فوتبال، زاده ۱۹۶۲)
دیوید تامسون (انگلیسی: David Thompson؛ زادهٔ ۲۷ مهٔ ۱۹۶۲) بازیکن فوتبال اهل بریتانیا است.
از باشگاه‌هایی که در آن بازی کرده‌است می‌توان به باشگاه فوتبال ویگان اتلتیک، باشگاه فوتبال روچدیل، باشگاه فوتبال نوتس کانتی، باشگاه فوتبال پرستون نورث اند، و باشگاه فوتبال روچدیل اشاره کرد.